# Härter Group
Die Härter Group (Eigenschreibweise: HÄRTER) ist ein deutscher Hersteller von Stanz-, Biege- und Ziehteilen sowie Stanzwerkzeugen, mit Standorten in Deutschland, Polen, den USA und China. Die Unternehmensgruppe beschäftigt weltweit ca. 1.100 Mitarbeiter und setzt sich aus der Härter Stanztechnik GmbH & Co. KGaA, der Härter Werkzeugbau GmbH, der Härter Logistik GmbH und der Karl-Heinz Müller GmbH & Co. KG zusammen.

## Geschichte
Die Härter Werkzeugbau GmbH wurde 1964 von Wolfgang Härter in Ispringen gegründet. Durch das gestiegene Produktvolumen erfolgte 1977 die Verlagerung der Härter Werkzeugbau GmbH in ein neues Produktionsgebäude in Königsbach-Stein. Es folgte 1989 die Erweiterung des Fertigungsbereiches durch den Ausbau der Produktionsfläche und eines neuen Verwaltungsgebäudes. 1999 wurde der Produktbereich Stanzteilproduktion ausgegliedert und um die Bereiche Verpackung und Montage erweitert. Dies führte zur Gründung der Härter Stanztechnik GmbH. Im darauffolgenden Jahr wurde das erste internationale Unternehmen, Härter Stamping LLC in Michigan (USA), gegründet.
2002 erfolgte die Erweiterung der Grundfläche des Hauptsitzes in Königsbach-Stein auf 25.000 m². Zudem wurde das Transport- und Logistikcenter gegründet und das Ausbildungszentrum eröffnet. 2004 folgte die Erweiterung des Produktportfolios um den Bereich Metall-Kunststoff-Technologie. Im selben Jahr wurden an zwei weiteren Standorten mit der Härter Technika Wytlaczania Sp. z o.o.sp.k. in Legnica (Polen) und der Härter Asia Dongguan Limited in Dongguan (China) Unternehmen gegründet. Es folgte die Einführung der Zertifizierung nach TS 16949 am Hauptsitz und 2008 der Ausbau der Metall-Kunststoff-Technologie (Hybridtechnik) an allen Standorten.
2011 übernahm Wolfgang Härter den Vorstandsvorsitz der Härter Group. Martin Härter wurde zum Geschäftsführer der Härter Gruppe ernannt. 2012 erhielt die Härter Group die Auszeichnung zum Preferred Supplier der Bosch Group, INA und Schneider Electric. Im darauffolgenden Jahr erfolgte die Erweiterung des Standorts in Polen. Durch eine hohe Nachfrage der Metall-Kunststoff-Technologie wurde dieser Bereich am Firmenhauptsitz in Königsbach-Stein ausgebaut. 2018 expandiert die Härter Group mit der Karl-Heinz Müller GmbH & Co. KG. Ebenfalls 2018 folgt die Einweihung des neuen Logistikzentrums in Königsbach-Stein.

## Standorte
Die Härter Group beschäftigt ca. 1500 Mitarbeiter an vier Standorten.
Deutschland
Der Hauptsitz der Härter Group in Königsbach-Stein ist auf einer Fläche von 42.888 m² angesiedelt und besteht aus den drei Unternehmen Härter Werkzeugbau GmbH, Härter Stanztechnik GmbH & Co. KGaA und Härter Logistik GmbH. An diesem Standort sind insgesamt 910 Mitarbeiter und 50 Auszubildende beschäftigt.
Die Karl-Heinz Müller GmbH & Co. KG in Balingen zählt seit 2018 zu der Härter Group und beschäftigt 70 Mitarbeiter. Hier werden  Spritzgießwerkzeuge hergestellt.
USA
Die Gründung des Produktionsstandortes in Michigan im Jahre 1999 stellt den ersten Schritt zu einer internationalen Aufstellung da. In Michigan sind 70 Mitarbeiter angestellt.
Polen
Der Produktionsstandort in Legnica wurde 2004 gegründet und ist heute, nach dem Hauptsitz in Königsbach-Stein, das größte Unternehmen der Härter Group mit rund 350 Mitarbeitern.
China
Die Gründung des Standortes in Dongguan erfolgte ebenfalls 2004. Dort sind derzeit ca. 110 Mitarbeiter beschäftigt.

## Tätigkeitsfelder
Zu den Tätigkeitsfeldern der Härter Group zählen neben Dienstleistungen wie die Produkt-, Prozess- und Prototypenentwicklung, wobei sich die Hauptbereiche wie folgt gliedern lassen:
Stanz- und Umformtechnik
Für die Bereiche Stanztechnik und Umformtechnik entwickelt und produziert die Härter Group  Stanz-, Biege- und Ziehteile. Für die Produktion dieser Teile verfügt die Härter Group über 130 Stanzautomaten mit Tonnagen von 25 – 400 t.
Metall-Kunststoff-Technologie
Im Bereich Metall-Kunststoff-Technik können Stanzteile entweder am Band oder einzeln mit Kunststoff umspritzt werden. Des Weiteren erfolgt die Produktion von hochpoligen Steckerleisten und montierten Baugruppen. Diese Bauteile werden auf mehr als 40 Spritzguss-Montageanlagen hergestellt.
Formen- und Werkzeugbau
Im Bereich Formen- und Werkzeugbau entwickelt, konstruiert und baut die Härter Group komplexe Werkzeuge. Des Weiteren kann die komplette Wertschöpfungskette im hauseigenen Maschinenbau stattfinden.
Einpresstechnik
Für die Einpresstechnik können bei der Härter Group zwei verschiedene Typen von Einpresszonen, die Härter Compliant Press-Fit Zone HCP und der EloPin®-HCP hergestellt werden. Bei der Härter Group erfolgt die Nutzung der Einpresszonen für Single Pin Insertion (SPI), Steckverbinder sowie Gehäuse und Baugruppen mit Kontaktpins.

## Kooperationen und Sponsoring
Die Härter Group ist Mitglied im Unternehmensnetzwerk Hochform sowie der Handwerkskammern Karlsruhe und Pforzheim. Sie kooperiert ebenfalls mit der WVIB, dem Wirtschaftsverband Industrieller Unternehmen Baden. Zudem führt die Härter Group u. a. Bildungspartnerschaften mit der DHBW Karlsruhe, DHBW Mannheim, Hochschule Pforzheim, Bildungsakademie der Handwerkskammer Karlsruhe und der Heinrich-Wieland-Schule in Pforzheim.
Als Sponsor unterstützt die Härter Group  die Lebenshilfe in Pforzheim.
Seit 2018 agiert das Unternehmen als Sponsor für die Fußball-Juniorenabteilung des FC Nöttingen. Die Härter Group unterstützt zudem  weitere lokale Vereine.